# Dialeurolonga multipapilla
Dialeurolonga multipapilla là một loài côn trùng cánh nửa trong họ Aleyrodidae, phân họ Aleyrodinae.
Dialeurolonga multipapilla được Takahashi miêu tả khoa học đầu tiên năm 1955.